# Alle 10:30 di una sera d'estate
Alle 10:30 di una sera d'estate è un film del 1966 diretto da Jules Dassin e tratto dal romanzo Dix heures et demie du soir en été di Marguerite Duras.

## Trama
Paul compie un viaggio in Spagna insieme alla moglie Maria e all'amica Claire. A causa di un violento temporale i tre sono costretti a rifugiarsi in un albergo. Maria, rendendosi conto che il marito è fortemente attratto da Claire, lascia l'albergo ed in un bar apprende che un giovane contadino, Rodrigo Palestra, ha ucciso la moglie e l'amante e si è dato alla fuga.
Tornata in albergo la donna trova l'assassino nascosto sul tetto, stringe amicizia con lui e, dopo averlo condotto in un luogo sicuro, gli promette di aiutarlo a passare la frontiera. Il giorno seguente Maria si reca da Rodrigo Palestra con il marito e l'amica e scopre che l'assassino si è tolto la vita.
Approfittando del momento di sconforto in cui cade la moglie, Paul inizia una relazione con Claire. Quando però l'uomo si rende conto di amare ancora la moglie si accorge che la donna è scomparsa e vani sono i suoi tentativi di ritrovarla.